# Fulakora lucida
Fulakora lucida es una especie de hormiga del género Fulakora, familia Formicidae. Fue descrita científicamente por Clark en 1934.
Se distribuye por Australia. Se ha encontrado a elevaciones de hasta 1300 metros. Vive en microhábitats como rocas, piedras y troncos.